# Вила Гвичоли (Виченца)
Вила Гвичоли је насеље у Италији у округу Виченца, региону Венето.
Према процени из 2011. у насељу је живело 38 становника. Насеље се налази на надморској висини од 132 м.